# Évergnicourt
Évergnicourt est une commune française située dans le département de l'Aisne en région Hauts-de-France.

## Géographie

### Localisation
- 1Carte dynamique
- 2Carte OpenStreetMap
- 3Carte topographique
- 4Carte avec les communes environnantes

### Hydrographie

#### Réseau hydrographique
La commune est située dans le bassin Seine-Normandie. Elle est drainée par l'Aisne,.
L'Aisne est un  cours d'eau naturel navigable de 256 km de longueur, traversant les cinq départements Meuse, Marne, Ardennes, Aisne, Oise. Elle est un affluent de rive gauche de l'Oise, ce qui fait d'elle un sous-affluent de la Seine.

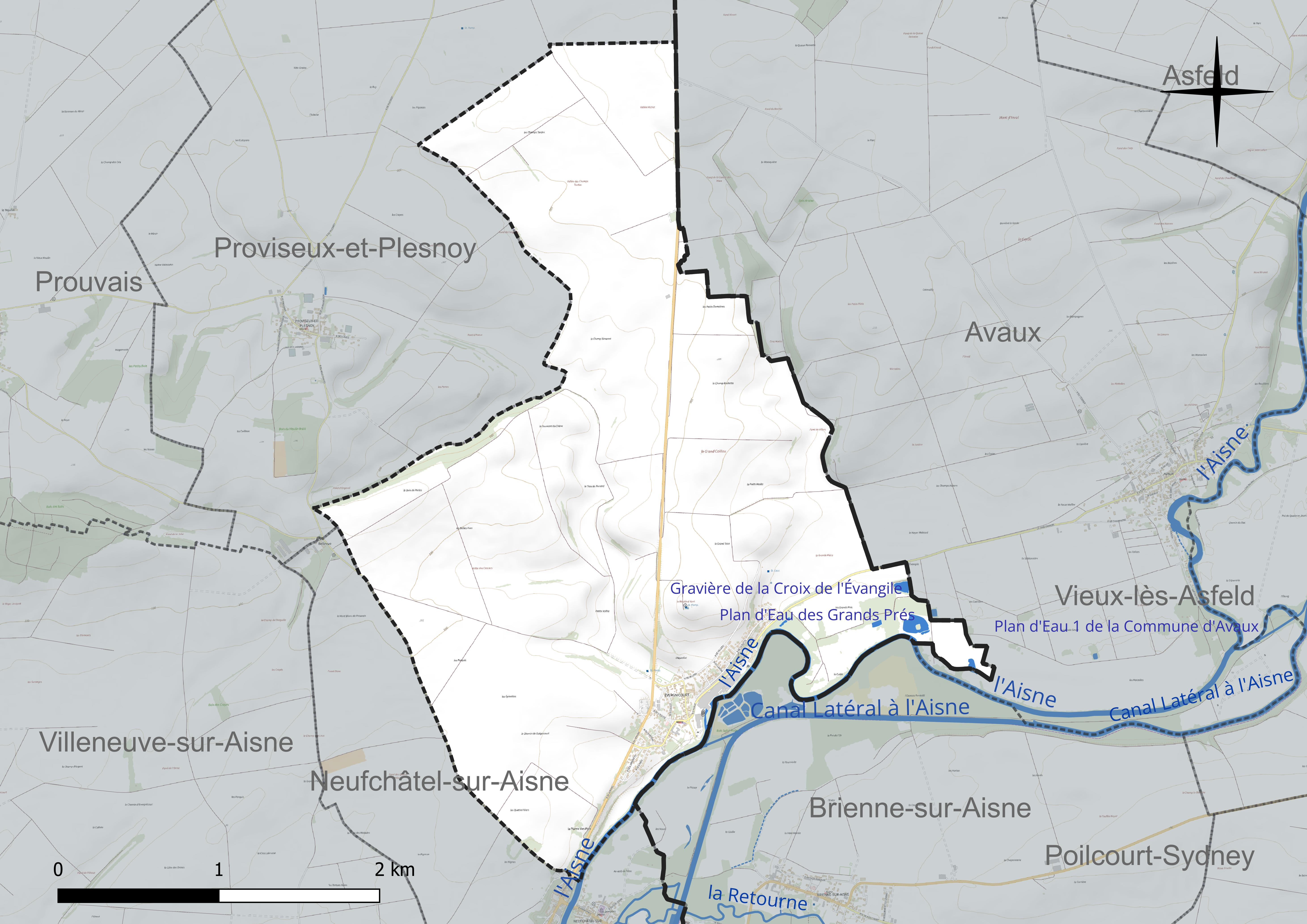
Réseau hydrographique d'Évergnicourt.

Deux plans d'eau complètent le réseau hydrographique : la gravière de la Croix de l'évangile (0,5 ha) et le plan d'eau des Grands Prés (1,4 ha),.

#### Gestion et qualité des eaux
Le territoire communal est couvert par le schéma d'aménagement et de gestion des eaux (SAGE) « Aisne Vesle Suippe ». Ce document de planification, dont le territoire s'étend sur 3 096 km2 répartis sur trois départements (Aisne, Marne et Ardennes) et deux régions (Champagne-Ardenne et Picardie), a été approuvé le 16 décembre 2013. La structure porteuse de l'élaboration et de la mise en œuvre est le Syndicat d'aménagement des bassins Aisne Vesle Suippe (SIABAVES).
La qualité des cours d'eau peut être consultée sur un site spécial géré par les agences de l'eau et l'Agence française pour la biodiversité.

### Climat
Pour des articles plus généraux, voir Climat des Hauts-de-France et Climat de l'Aisne.
En 2010, le climat de la commune est de type climat océanique dégradé des plaines du Centre et du Nord, selon une étude du CNRS s'appuyant sur une série de données couvrant la période 1971-2000. En 2020, Météo-France publie une typologie des climats de la France métropolitaine dans laquelle la commune est exposée à un climat océanique altéré et est dans la région climatique Nord-est du bassin Parisien, caractérisée par un ensoleillement médiocre, une pluviométrie moyenne régulièrement répartie au cours de l'année et un hiver froid (3 °C).
Pour la période 1971-2000, la température annuelle moyenne est de 10,4 °C, avec une amplitude thermique annuelle de 15,3 °C. Le cumul annuel moyen de précipitations est de 673 mm, avec 11,7 jours de précipitations en janvier et 8,8 jours en juillet. Pour la période 1991-2020, la température moyenne annuelle observée sur la station météorologique la plus proche, située sur la commune de La Selve à 15 km à vol d'oiseau, est de 10,8 °C et le cumul annuel moyen de précipitations est de 710,7 mm,. Pour l'avenir, les paramètres climatiques de la commune estimés pour 2050 selon différents scénarios d'émission de gaz à effet de serre sont consultables sur un site spécial publié par Météo-France en novembre 2022.

## Urbanisme

### Typologie
Au 1er janvier 2024, Évergnicourt est catégorisée commune rurale à habitat dispersé, selon la nouvelle grille communale de densité à 7 niveaux définie par l'Insee en 2022.
Elle est située hors unité urbaine. Par ailleurs la commune fait partie de l'aire d'attraction de Reims, dont elle est une commune de la couronne,. Cette aire, qui regroupe 294 communes, est catégorisée dans les aires de 200 000 à moins de 700 000 habitants,.

### Occupation des sols
L'occupation des sols de la commune, telle qu'elle ressort de la base de données européenne d'occupation biophysique des sols Corine Land Cover (CLC), est marquée par l'importance des territoires agricoles (94,9 % en 2018), une proportion sensiblement équivalente à celle de 1990 (95,3 %). La répartition détaillée en 2018 est la suivante : 
terres arables (90,6 %), zones urbanisées (3,7 %), prairies (3,2 %), forêts (1,4 %), zones agricoles hétérogènes (1 %).
L'évolution de l'occupation des sols de la commune et de ses infrastructures peut être observée sur les différentes représentations cartographiques du territoire : la carte de Cassini (XVIIIe siècle), la carte d'état-major (1820-1866) et les cartes ou photos aériennes de l'IGN pour la période actuelle (1950 à aujourd'hui).

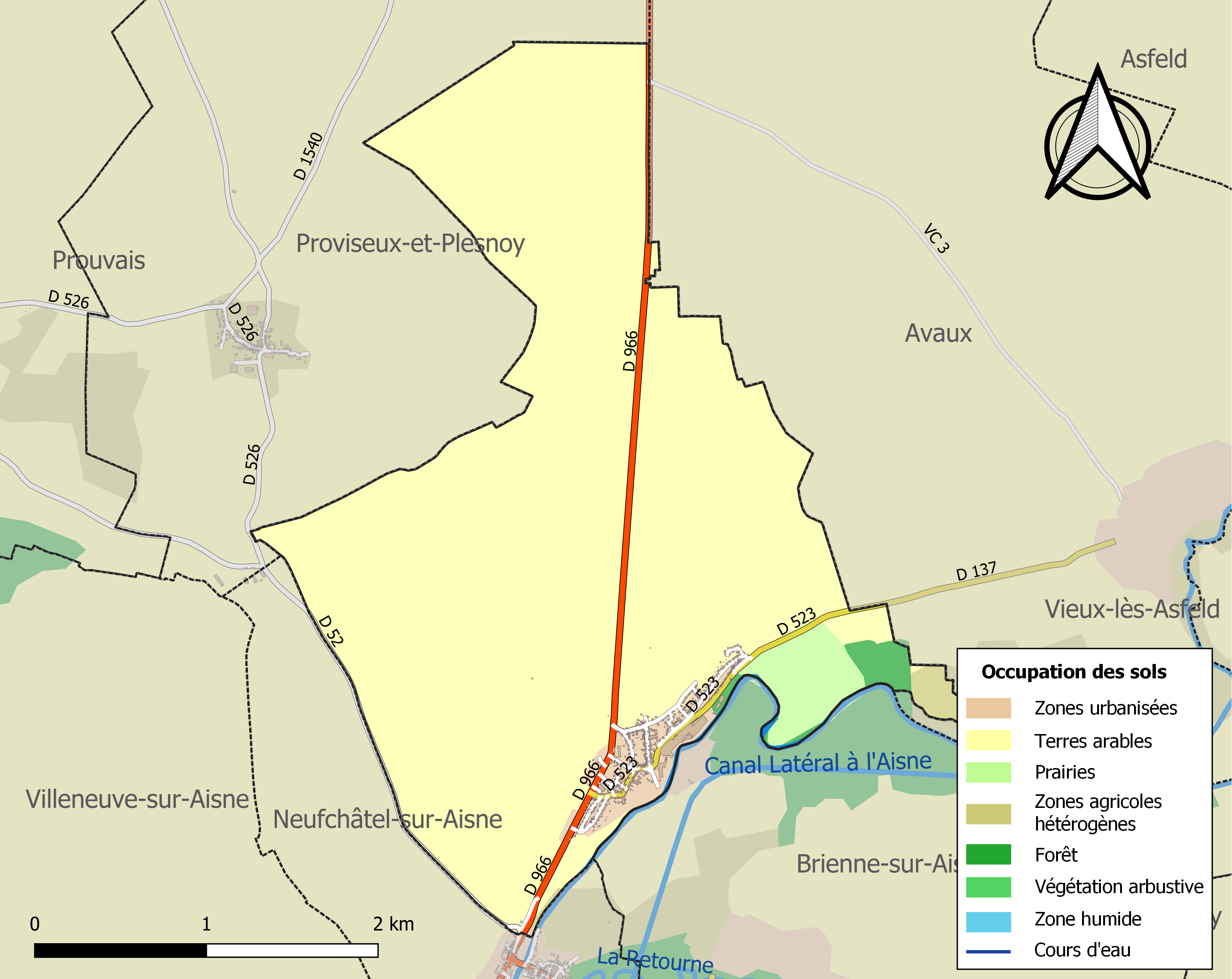
Carte de l'occupation des sols de la commune en 2018 (CLC).

## Toponymie
Le nom de la localité est attesté sous les formes Eberneicortis, Eberneicurtis (1071) ; Everneicurt (1074) ; Ecclesia beate Marie de Evregnicurt (1142) ; Evrenicurtis (1160) ; Evregnicurtis (1161) ; Evernicurtis (1164) ; Evernigcortis (1169) ; Evreinicurtis (1178) ; Sancta-Maria de Eberneticorte, Evringicurtis (XIIe siècle) ; Evrignicourt (1211) ; Evrignicort (1235) ; domus hospitalis de Ebernicorte (1237) ; Evregnicortis (1248) ; Ebernicourt (1251) ; Evringnicourt (XIIIe siècle) ; Euvrignicurtis (1340) ; Evregnycourt (1404) ; Evregnicourt (1408) ; Evrygnycourt (1416) ; Everneicourt (1642) ; Paroisse de Saint-Hubert-d'Évergnicourt (1680).

## Histoire
Évergnicourt était occupée par des troupes allemandes (Wehrmacht) pendant la bataille de l'Aisne en juin 1940. 

## Politique et administration

### Découpage territorial
La commune d'Évergnicourt est membre de la communauté de communes de la Champagne Picarde, un établissement public de coopération intercommunale (EPCI) à fiscalité propre créé le 22 décembre 1995 dont le siège est à Saint-Erme-Outre-et-Ramecourt. Ce dernier est par ailleurs membre d'autres groupements intercommunaux.
Sur le plan administratif, elle est rattachée à l'arrondissement de Laon, au département de l'Aisne et à la région Hauts-de-France. Sur le plan électoral, elle dépend du canton de Villeneuve-sur-Aisne pour l'élection des conseillers départementaux, depuis le redécoupage cantonal de 2014 entré en vigueur en 2015, et de la première circonscription de l'Aisne  pour les élections législatives, depuis le dernier découpage électoral de 2010.

### Administration municipale
| Période                                  | Période                   | Identité        | Étiquette | Qualité                                    |
| ---------------------------------------- | ------------------------- | --------------- | --------- | ------------------------------------------ |
| Les données manquantes sont à compléter. |                           |                 |           |                                            |
| mars 2001                                | mai 2020                  | Fabrice Bersano | DVG       | Professeur Réélu pour le mandat 2014-2020, |
| mai 2020                                 | En cours (au 23 mai 2020) | Olivier Cavel   |           |                                            |

## Démographie
L'évolution du nombre d'habitants est connue à travers les recensements de la population effectués dans la commune depuis 1793. Pour les communes de moins de 10 000 habitants, une enquête de recensement portant sur toute la population est réalisée tous les cinq ans, les populations de référence des années intermédiaires étant quant à elles estimées par interpolation ou extrapolation. Pour la commune, le premier recensement exhaustif entrant dans le cadre du nouveau dispositif a été réalisé en 2005.

En 2022, la commune comptait 526 habitants, en évolution de −8,52 % par rapport à 2016 (Aisne : −1,97 %, France hors Mayotte : +2,11 %).
| 1793 | 1800 | 1806 | 1821 | 1831 | 1836 | 1841 | 1846 | 1851 |
| ---- | ---- | ---- | ---- | ---- | ---- | ---- | ---- | ---- |
| 337  | 350  | 360  | 353  | 402  | 383  | 436  | 541  | 582  |

| 1856 | 1861 | 1866 | 1872 | 1876 | 1881 | 1886 | 1891 | 1896 |
| ---- | ---- | ---- | ---- | ---- | ---- | ---- | ---- | ---- |
| 587  | 507  | 465  | 374  | 317  | 326  | 267  | 284  | 269  |

| 1901 | 1906 | 1911 | 1921 | 1926 | 1931 | 1936 | 1946 | 1954 |
| ---- | ---- | ---- | ---- | ---- | ---- | ---- | ---- | ---- |
| 460  | 464  | 467  | 215  | 485  | 715  | 655  | 511  | 602  |

| 1962 | 1968 | 1975 | 1982 | 1990 | 1999 | 2005 | 2006 | 2010 |
| ---- | ---- | ---- | ---- | ---- | ---- | ---- | ---- | ---- |
| 591  | 562  | 542  | 541  | 548  | 549  | 536  | 533  | 566  |

| 2015 | 2020 | 2022 | - | - | - | - | - | - |
| ---- | ---- | ---- | - | - | - | - | - | - |
| 578  | 534  | 526  | - | - | - | - | - | - |

## Culture locale et patrimoine

### Lieux et monuments

Église Saint-Hubert.

- Église Saint-Hubert.

### Personnalités liées à la commune
- Léo Lagrange (1900-1940), homme politique socialiste, sous-lieutenant au 61e régiment d'artillerie, sous-secrétaire d'État aux sports et à l'organisation des loisirs sous le Front populaire, est tué au combat au cours de la bataille de l'Aisne à Évergnicourt le 9 juin 1940.

### Héraldique
| Blason de Évergnicourt | Blason  | D'azur à la croisette pattée d'or, cantonnée en pointe de deux épées hautes de gueules posées en chevron ; au chef d'or chargé de deux coqs hardis affrontés de gueules. |
| Blason de Évergnicourt | Détails | Le statut officiel du blason reste à déterminer. |

## Pour approfondir